# Бургундія
Бургу́ндія (фр. Bourgogne) — історичний регіон, колишня провінція та колишній адміністративний регіон на сході Франції. Після територіальної реформи, яка набула чинності 1 січня 2016 року, є частиною об'єднаного регіону Бургундія-Франш-Конте. З півночі регіон межує з Лотарингією, а на півдні з регіоном Рона-Альпи. На території Бургундії розташовані департаменти Кот-д'Ор, Сона і Луара, Ньєвр, Йонна.
Площа регіону становить 31,6 тис. км². Населення становить 1,61 млн чоловік (1999 р.). Адміністративний центр — Діжон. Місцезнаходження Ради регіону — Безансон.

## Історія
Назва Бургундія походить від германського племені бургундів, які спочатку розселилися на правах федератів Римської імперії біля Вормса, а потім переселилися на південний схід Галлії, де створили власне королівство. У 534 році Бургундія вперше увійшла до складу Франкської держави, а згодом — імперії Карла Великого.
843 року на території Бургундського королівства на захід від Сони утворилася Бургундське маркграфство, що в 918 році було перетворене на Бургундське герцогство. У 1032 році герцогом Бургундським став брат французького короля Генріха I Роберт I (герцог Бургундії). У 1363 році Філіпп II Сміливий відтворює Бургундське герцогство з центром у Діжоні. До складу герцогства входили також імперське Бургундське вільне графство (Франш-Конте) і французькі Фландрське графство та Артуа.
Останнім видатним правителем Бургундії був герцог Карл Сміливий, після його смерті в 1477 році Бургундію поглинула Франція. До 1790 року Бургундія мала статус провінції у складі Французького королівства.